# Велика Чорна
Велика Чо́рна (рос. Большая Чёрная) — присілок у складі Митищинського міського округу Московської області, Росія.

## Населення
Населення — 94 особи (2010; 78 у 2002).
Національний склад (станом на 2002 рік):
- росіяни — 100 %